# Feldhockey-Europameisterschaft der Damen 2013
Die Feldhockey-Europameisterschaft der Damen 2013 war die elfte Auflage der Feldhockey-Europameisterschaft der Damen. Sie fand vom 17. bis 24. August 2013 in Boom (Belgien) gemeinsam mit der Europameisterschaft der Herren statt. Austragungsort war der Braxgata Hockey-Club. Europameister wurde die Mannschaft der Bundesrepublik Deutschland, die England im Finale bezwang; den dritten Platz belegten die Niederlande vor Belgien.

## Teilnehmer
- Niederlande (Titelverteidiger)
- Deutschland
- England
- Spanien
- Irland
- Belgien (Gastgeber)
- Schottland (Aufsteiger)
- Belarus (Aufsteiger)

## Spielplan

### Vorrunde

#### Gruppe A
| Datum – Uhrzeit    | Team 1      | Team 2      | Ergebnis  |
| ------------------ | ----------- | ----------- | --------- |
| 17. August – 14:00 | Belgien     | Belarus     | 5:1 (1:0) |
| 17. August – 18:00 | Niederlande | Irland      | 6:0 (1:0) |
| 18. August – 16:00 | Irland      | Belarus     | 3:2 (1:0) |
| 18. August – 20:00 | Belgien     | Niederlande | 0:2 (0:2) |
| 20. August – 18:00 | Irland      | Belgien     | 0:3 (0:1) |
| 20. August – 20:00 | Niederlande | Belarus     | 7:0 (2:0) |

Tabelle
| Rang | Land        | Spiele | Tore  | Differenz | Punkte |
| ---- | ----------- | ------ | ----- | --------- | ------ |
| 1    | Niederlande | 3      | 15:0  | +15       | 9      |
| 2    | Belgien     | 3      | 08:03 | +05       | 6      |
| 3    | Irland      | 3      | 03:11 | −08       | 3      |
| 4    | Belarus     | 3      | 03:15 | −12       | 0      |

#### Gruppe B
| Datum – Uhrzeit    | Team 1      | Team 2      | Ergebnis  |
| ------------------ | ----------- | ----------- | --------- |
| 17. August – 10:00 | England     | Spanien     | 3:0 (2:0) |
| 17. August – 12:00 | Deutschland | Schottland  | 1:0 (1:0) |
| 18. August – 12:00 | Spanien     | Schottland  | 2:1 (2:1) |
| 18. August – 14:00 | Deutschland | England     | 2:1 (1:1) |
| 20. August – 14:00 | England     | Schottland  | 2:1 (1:0) |
| 20. August – 16:00 | Spanien     | Deutschland | 0:2 (0:0) |

Tabelle
| Rang | Land        | Spiele | Tore | Differenz | Punkte |
| ---- | ----------- | ------ | ---- | --------- | ------ |
| 1    | Deutschland | 3      | 5:1  | +4        | 9      |
| 2    | England     | 3      | 6:3  | +3        | 6      |
| 3    | Spanien     | 3      | 2:6  | −4        | 3      |
| 4    | Schottland  | 3      | 2:5  | −3        | 0      |

### Platzierungsspiele

#### Abstiegsspiele
Die Dritten und Vierten beider Gruppen bildeten eine Abstiegsgruppe. Die Spiele des Dritten gegen den Vierten wurden aus der Vorrundengruppe übernommen. Die beiden Letzten stiegen in die Nations-Trophy ab.
| Datum – Uhrzeit    | Team 1  | Team 2     | Ergebnis  |
| ------------------ | ------- | ---------- | --------- |
| 18. August – 12:00 | Spanien | Schottland | 2:1 (2:1) |
| 18. August – 16:00 | Irland  | Belarus    | 3:2 (1:0) |
| 22. August – 14:00 | Belarus | Schottland | 2:3 (0:3) |
| 22. August – 16:00 | Irland  | Spanien    | 0:1 (0:1) |
| 24. August – 09:00 | Irland  | Schottland | 1:3 (1:2) |
| 24. August – 11:00 | Spanien | Belarus    | 4:2 (2:0) |

Tabelle
| Rang | Land       | Spiele | Tore | Differenz | Punkte |
| ---- | ---------- | ------ | ---- | --------- | ------ |
| 5    | Spanien    | 3      | 7:03 | +4        | 9      |
| 6    | Schottland | 3      | 7:05 | +2        | 6      |
| 7    | Irland     | 3      | 4:06 | −2        | 3      |
| 8    | Belarus    | 3      | 6:10 | −4        | 0      |

### Finalspiele
|  | Halbfinale          | Halbfinale         |                    |   | Finale             | Finale             |
|  |                     |                    |                    |   |                    |                    |
|  | Deutschland         | 12 (2) 1           |                    |   |                    |                    |
|  | Belgien             | 2 (0)              |                    |   |                    |                    |
|  | 22. August – 18:00  |                    |                    |   |                    |                    |
|  |                     |                    | 24. August – 16:00 |   |                    |                    |
|  | Deutschland         | 14 (2) 1           |                    |   |                    |                    |
|  |                     | England            | 4 (0)              |   |                    |                    |
|  |                     |                    |                    |   |                    |                    |
|  | Spiel um Platz drei |                    |                    |   |                    |                    |
|  | 22. August – 20:30  | 22. August – 20:30 | Belgien            | 1 |                    |                    |
|  | Niederlande         | 1 (2)              | Niederlande        | 3 |                    |                    |
|  | England             | 11 (3) 1           |                    |   | 24. August – 13:30 | 24. August – 13:30 |